# Feryal
Feryal Faruq (o Farial, Ferial; in arabo الأميرة فريال‎?; Alessandria d'Egitto, 17 novembre 1938 – Montreux, 29 novembre 2009) è stata la figlia maggiore del penultimo sovrano d'Egitto, Fārūq I d'Egitto.

## Primi anni di vita
Faruq aveva diciotto anni e sua moglie Farida diciassette quando nacque Feryal. La sua nascita fu festeggiata con eventi celebrativi di livello nazionale, con la distribuzione di abiti e pasti gratuiti per migliaia di poveri, in più ogni famiglia che ebbe un nato nello stesso giorno ricevette in dono una sterlina egiziana. Feryal ebbe due sorelle minori: Fawzia e Fadia.
Desiderando un erede maschio, Faruq divorziò dalla prima moglie nel 1948 e sposò nel 1951 Narriman Sadiq, matrimonio dal quale nacque Fuad II, fratellastro di Feryal e ultimo re d'Egitto. Nel 1952 la rivoluzione dei Liberi Ufficiali mandò la famiglia reale in esilio in Italia.

Feryal e le sue sorelle frequentarono scuole private in Svizzera. Nel 1966 sposò un cittadino svizzero, Jean-Pierre Perreten, a Westminster (Londra) ed ebbero una figlia, Yasmine Perreten-Shaarawy, l'anno successivo. In seguito divorziarono ed ella non si risposò.

## Morte
Feryal è morta il 29 novembre 2009 a settantun anni in un ospedale svizzero, dove era in cura per un tumore allo stomaco diagnosticatole nel 2002.

## Titoli dalla nascita
- S.A.R. Principessa Feryal d'Egitto.[2]

## Albero genealogico
|                       |                                            |                                                  | Genitori               |  |  | Nonni |  |  | Bisnonni       |  |  | Trisnonni      |  |
|                       |                                            |                                                  |                        |  |  |       |  |  | Isma'il Pascià |  |  | Ibrahim Pascià |  |
|                       |                                            |                                                  |                        |  |  |       |  |  | Isma'il Pascià |  |  | Ibrahim Pascià |  |
|                       |                                            | Hoshiar Walda                                    |                        |  |  |       |  |  | Isma'il Pascià |  |  |                |  |
| Fu'ad I d'Egitto      |                                            |                                                  |                        |  |  |       |  |  | Isma'il Pascià |  |  |                |  |
|                       |                                            | Ferial Hanem                                     | …                      |  |  |       |  |  |                |  |  |                |  |
|                       |                                            | Ferial Hanem                                     | …                      |  |  |       |  |  |                |  |  |                |  |
|                       |                                            | Ferial Hanem                                     | …                      |  |  |       |  |  |                |  |  |                |  |
| Fārūq I d'Egitto      |                                            | Ferial Hanem                                     |                        |  |  |       |  |  |                |  |  |                |  |
|                       |                                            | Abdel Rahim Sabri Pascià                         | …                      |  |  |       |  |  |                |  |  |                |  |
|                       |                                            | Abdel Rahim Sabri Pascià                         | …                      |  |  |       |  |  |                |  |  |                |  |
|                       |                                            | Abdel Rahim Sabri Pascià                         | …                      |  |  |       |  |  |                |  |  |                |  |
| Nazli Sabri           |                                            | Abdel Rahim Sabri Pascià                         |                        |  |  |       |  |  |                |  |  |                |  |
|                       |                                            | Tewfika Hanim                                    | Muhammad Sharif Pascià |  |  |       |  |  |                |  |  |                |  |
|                       |                                            | Tewfika Hanim                                    | Muhammad Sharif Pascià |  |  |       |  |  |                |  |  |                |  |
|                       |                                            | Tewfika Hanim                                    | Nazli Hanim            |  |  |       |  |  |                |  |  |                |  |
| Feryal d'Egitto       |                                            | Tewfika Hanim                                    |                        |  |  |       |  |  |                |  |  |                |  |
|                       | Ali Zulfikar Pascià, governatore del Cairo | Yusuf Bey Rasmi                                  |                        |  |  |       |  |  |                |  |  |                |  |
|                       | Ali Zulfikar Pascià, governatore del Cairo | Yusuf Bey Rasmi                                  |                        |  |  |       |  |  |                |  |  |                |  |
|                       | Ali Zulfikar Pascià, governatore del Cairo | …                                                |                        |  |  |       |  |  |                |  |  |                |  |
| Yusuf Zulfikar Pascià | Ali Zulfikar Pascià, governatore del Cairo |                                                  |                        |  |  |       |  |  |                |  |  |                |  |
|                       |                                            | Aziza Hanem                                      | Muhammad Mohyi Pascià  |  |  |       |  |  |                |  |  |                |  |
|                       |                                            | Aziza Hanem                                      | Muhammad Mohyi Pascià  |  |  |       |  |  |                |  |  |                |  |
|                       |                                            | Aziza Hanem                                      | …                      |  |  |       |  |  |                |  |  |                |  |
| Safinaz Zulfikar      |                                            | Aziza Hanem                                      |                        |  |  |       |  |  |                |  |  |                |  |
|                       |                                            | Muhammad Said Pascià, primo ministro dell'Egitto | …                      |  |  |       |  |  |                |  |  |                |  |
|                       |                                            | Muhammad Said Pascià, primo ministro dell'Egitto | …                      |  |  |       |  |  |                |  |  |                |  |
|                       |                                            | Muhammad Said Pascià, primo ministro dell'Egitto | …                      |  |  |       |  |  |                |  |  |                |  |
| Zeinab Hanem          |                                            | Muhammad Said Pascià, primo ministro dell'Egitto |                        |  |  |       |  |  |                |  |  |                |  |
|                       |                                            | …                                                | …                      |  |  |       |  |  |                |  |  |                |  |
|                       |                                            | …                                                | …                      |  |  |       |  |  |                |  |  |                |  |
|                       |                                            | …                                                | …                      |  |  |       |  |  |                |  |  |                |  |
|                       |                                            | …                                                |                        |  |  |       |  |  |                |  |  |                |  |